# Sex and Love
Albums de Enrique Iglesias
Euphoria (album d'Enrique Iglesias)
(2010)
Singles
1. Heart Attack
Sortie : 8 octobre 2013
2. El Perdedor
Sortie : 8 novembre 2013
3. I'm a Freak
Sortie : 14 janvier 2014
4. Bailando (Version esp.)
Sortie : 11 avril 2014

Sex and Love est le dixième album studio du chanteur-compositeur espagnol Enrique Iglesias sur le label Universal Music et co-produit avec The Cataracs, Mark Taylor, Carlos Paucar et Descember Bueno. L'album comprend déjà trois singles avec Heart Attack, El Perdedor et I'm a Freak. et comporte plusieurs collaboration avec Jennifer Lopez, Kylie Minogue, Descemer Bueno, Pitbull, Flo Rida, Anthony Touma, Romeo Santos, Mickael Carreira, Marco Antonio Solís, Yandel, Gente de Zona, Luan Santana, India Martínez et Sean Paul.  
L'album est disponible en pré-commende sur la plateforme iTunes d'Apple depuis le 5 mars 2014 et la date de sortie est prévue pour le 18 mars 2014.
Dans une interview à 24 matins, le chanteur espagnol dévoile l'origine du nom de l'album en déclarant : " Pour moi, le sexe et l'amour sont deux choses très importantes. On peut tous comprendre, quelle que soit notre religion, notre nationalité ou notre couleur de peau, ce que l’on ressent lorsqu’on est attiré sexuellement par quelqu’un. Et aussi ce que c’est que d’être aimé ou de ne plus aimer quelqu’un. C’est véritablement le thème universel qui nous relie tous. "

## Singles
"Finally Found You" est le premier single de l'album "Sex and Love" publié le 17 septembre 2012. Le morceau comporte la participation du rappeur Sammy Adams. Sur le plan commercial, la chanson a réussi à atteindre les vingt premiers au Canada et les quarante premiers en Australie, en Espagne et aux États-Unis, en tête du classement des chansons du Hot Dance Club. Cependant, cette chanson ne figure que dans le "Deluxe Edition Internacional" de Sex and Love comme "I Like How Feels", Une autre version en featuring avec le chanteur portoricain Daddy Yankee a été publié pour le marché latino.
"Turn the Night Up" est le deuxième single de l'album publié le 30 juillet 2013 et la chanson a fait ses débuts au numéro 30 sur la liste Pop Songs et au numéro 6 sur les chansons Dance / Electronic Digital, tout en débutant au numéro 62 sur le Hot 100.
"Loco" est le troisième single de l'album et le premier single espagnol publié le 24 août 2013. Le morceau met en vedette le chanteur latino américain de la bachata Romeo Santos. Le single atteint le numéro 1 en Espagne, au Mexique et en République dominicaine. D'autre part, Iglesias est aussi devenu le numéro 1 dans les classements de "Hot Latin Tracks" et le numéro 18 dans "Latin Pop Airplay". Il est également classé n ° 9 dans la chanson Hot Latin Song 2013 de Billboard. Une version banda de la chanson a été réalisée le 24 octobre 2013 avec le chanteur mexicain Roberto Tapia mais ne figure pas dans l'album. Une autre version est sortie le 17 décembre 2013 a mis en vedette la chanteuse espagnole India Martínez, Il a obtenu le numéro un de la liste des singles de l’Espagne, du Mexique et du Billboard Latin. Une dernière version en featuring avec le chanteur cubain Descemer Bueno a été publiée le 10 mai 2014 ne figure que dans les pistes de bonus des éditions US Target, US Walmart & Latin American version.
"Heart Attack" est le quatrième single de l'album sorti le 24 septembre 2013. Il a été publié exclusivement en Amérique du Nord. Il a atteint le n ° 88 du Billboard US Hot 100 et le n ° 83 du Canadian Hot 100. Il a aussi atteint le numéro 26 du Top 40 américain, devenant ainsi la 16ème entrée d'Enrique sur la liste.
"El Perdedor" est le cinquième single de l'album et deuxième single espagnol sorti le 28 octobre 2013. Il invite le chanteur mexicain Marco Antonio Solís. Il sert de thème d'ouverture de la telenovela mexicaine  "Lo Que La Vida Me Robó" (2013-2014). C'est la cinquième fois que les chansons d'Enrique sont choisies comme thème d'ouverture de telenovela après "Cosas del Amor", "Nunca Te Olvidaré", "Cuando Me Enamoro", "Marisol" (Por Amarte) et "El País de las Mujeres" "(Ruleta Rusa). Il est devenu le 24ème single n ° 1 dans les classements de Hot Latin Songs et le 19ème single sur le graphique Latin Pop Airplay.
"I'm a Freak" est le sixième single de l'album publié le 11 janvier 2014 et le premier à sortir dans le monde entier. L'album met en vedette le rappeur cubano-américain Pitbull. La chanson est devenue un succès commercial en Europe, atteignant un sommet dans le top dix au Royaume-Uni, en Espagne, en Irlande, en Finlande et en Serbie. Il a atteint un sommet au n ° 45 en Australie et n ° 52 au Canada. Il a atteint le n ° 38 du classement principal des États-Unis, ce qui en fait la 17e position d’Enrique Iglesias sur ce graphique.
"Bailando" est le septième single de l'album. La version espagnole publiée le 11 avril 2014 met en vedette le chanteur cubain Descemer Bueno et le groupe cubain Gente de Zona, La version anglaise publiée le 13 juin 2014 compte la participation du chanteur jamaïcain Sean Paul, de Gente de Zona et de Descemer Bueno, Enrique a publié deux versions bilingue espagnol/portugais La version portugaise brésilienne publiée le 3 juillet 2014 compte la participation du chanteur brésilien Luan Santana qui est destinée au marché brésilien, La version portugaise publiée le 22 août 2014 met en vedette le chanteur portugais Mickael Carreira qui est destinée au marché portugais. Il est devenu le 25ème single dans les classements de Hot Latin Songs et le 20ème numéro 1 du palmarès Latin Pop Airplay. Il occupe la 38e place du classement des 100 célibataires du 2014 de Billboard Year-End Hot. La version espagnole de la chanson constitue le thème d'ouverture de la telenovela Reina de Corazones.
"Noche y De Día" est le huitième et dernier single de l'album sorti le 1er avril 2015 ce morceau comporte la participation du chanteur portoricain Yandel le chanteur hispano-dominicain Juan Magán, Le single a été certifié disque de platine en Espagne et disque d'or en Italie. Il sera officiellement envoyé aux stations de radio en Italie le 3 juillet 2015.

## Liste des Titres
Le 25 février 2014, sur sa page Facebook et le site d'Universal, l'artiste espagnol dévoile la liste des titres qui figurera sur cet album.  
Pistes qui figurent dans l'édition standard.
| 1.  | I'm a Freak (featuring Pitbull)                                 | The Cataracs   | 3:39 |
| 2.  | There Goes My Baby (featuring Flo Rida)                         | DJ Frank E     | 3:18 |
| 3.  | Bailando (featuring Sean Paul,Descemer Bueno and Gente de Zona) | Carlos Paucar  | 4:03 |
| 4.  | Beautiful (with Kylie Minogue)                                  | Metrophonic    | 3:25 |
| 5.  | Heart Attack                                                    | The Cataracs   | 2:50 |
| 6.  | Let Me Be Your Lover (featuring Anthony Touma)                  | The Cataracs   | 3:28 |
| 7.  | You and I                                                       | - The Cataracs | 3:05 |
| 8.  | Still Your King (featuring Niles Dhar of The Cataracs)          | The Cataracs   | 3:37 |
| 9.  | Only a Woman                                                    | Mark Taylor    | 4:03 |
| 10. | Physical (featuring Jennifer Lopez)                             | Sandy Vee      | 3:48 |
| 11. | Turn the Night Up                                               | The Cataracs   | 3:17 |
| 12. | Bailando (featuring Descemer Bueno and Gente de Zona)           | Descemer Bueno | 4:03 |
| 13. | Let Me Be Your Lover (featuring Pitbull)                        | The Cataracs   | 3:58 |

Pistes qui figurent en bonus dans le " Deluxe Édition ".
| 12. | Loco (featuring India Martinez)                       | - Carlos Paucar - Romeo Santos | 3:13 |
| 13. | Finally Found You (featuring Sammy Adams)             | soFLY & Nius                   | 3:40 |
| 14. | I Like How It Feels (featuring Pitbull and The WAV.s) | - RedOne - Alex P              | 3:40 |
| 15. | El Perdedor (featuring Marco Antonio Solis)           | December Bueno                 | 3:11 |
| 16. | Bailando (featuring Descemer Bueno and Gente de Zona) | Descemer Bueno                 | 4:03 |
| 17. | Let Me Be Your Lover (featuring Pitbull)              | The Cataracs                   | 3:58 |

## Crédits et personnel
- Enrique Iglesias – voix principale, compositeur, artiste principal, auteur de citation
- Pedro Alfonso – alto, violon
- Randy Malcom Martinez Amey – compositeur, artiste vedette ("Bailando")
- Chelsea Avery – A&R
- Chapman Baehler – photographe
- Markel Barsagaz – ingénieur
- Carlos Bedoya – ingénieur
- Delbert Bowers – compositeur, assistant de mixage
- Claudia Brant – compositrice
- Richard Bravo – percussion
- Descemer Bueno – compositeur, artiste vedette ("Bailando ; Loco")
- Anthony Touma – artiste vedette ("Let Me Be Your Lover")
- Alex "Chichi" Caba – guitare
- David Cabrera – arrangeur, guitare
- Bruno Canale – guitare, ingénieur
- Ramon 'El Ingeniero' Casillas – compositeur, programmation
- The Cataracs – producteur
- Ivan Chevere – ingénieur, mixing
- Rob Clores – piano
- Tom Coyne – mastering
- Jesusin Cruz – guitare
- Carlos Dalmasí – directeur de l'enregistrement
- Steeve Daviault – directeur créatif
- Pablo DeLa Loza – claviers
- Alexander Delgado – compositeur, artiste vedette ("Bailando")
- Joaquin Diaz – claviers
- Tramer Dillard – compositeur
- DJ Frank E – basse, batterie, claviers, percussion, producteur, programmation, programmation de synthétiseur
- Benny Faccone – ingénieur
- Drew FitzGerald – direction artistique
- Flo Rida –  artiste vedette ("There Goes My Baby")
- Esther Fortune – voix (fond)
- Guillermo Frias – bongos
- Chris Galland – assistant de mixage
- Gente De Zona – compositeur, artiste vedette ("Bailando")
- Serban Ghenea – mixage
- Wendy Goldstein – A&R
- Rickard Goransson – compositeur, guitare, producteur, voix (fond)
- John Hanes – ingénieur
- Marty James – compositeur, voix (fond)
- William Omar Landron – compositeur
- Marc Lee – ingénieur
- Konstantin Litvinenko – violoncelle
- Manny López – guitare (acoustique)
- Juan Magán – artiste vedette ("Noche Y Dia")
- Manny Marroquin – mixage
- India Martínez – artiste vedette ("Loco")
- Luan Santana – artiste vedette ("Bailando")
- Aya Merrill – mastering
- Carlos Paucar – arrangeur, basse, ingénieur, guitare, mixage, producteur, programmation, ingénieur vocal, producteur vocal, voix (fond)
- Pitbull – artiste vedette ("I'm A Freak ; Let Me Be Your Lover")
- Rome Ramirez – basse, compositeur, guitare, voix (fond)
- Christian Ramos – compositeur
- Dante Rivera – basse
- Van Romaine – batterie (caisse claire)
- Mickael Carreira – artiste vedette ("Bailando")
- Romeo Santos – producteur, artiste vedette ("Loco")
- Alan Silfen – photographe
- Marco Antonio Solís – artiste vedette ("El Perdedor")
- Ramón Stagnaro – guitare (acoustique)
- Enrique Terrero – güira
- Roberto "Tito" Vazquez – ingénieur
- Brady Wiggins – programmation
- Yandel – artiste vedette ("Noche Y Dia")
- Jennifer Lopez – artiste vedette ("Physical")
- Sean Paul – artiste vedette ("Bailando")